# Емельяновский (Новосибирская область)
Емелья́новский — посёлок в Мошковском районе Новосибирской области. Входит в состав Сокурского сельсовета. 

## География
Площадь посёлка — 159 гектаров.

## Население
| 2002 | 2007 | 2010 |
| ---- | ---- | ---- |
| 467  | ↗518 | ↘446 |

## Инфраструктура
В посёлке по данным на 2007 год функционируют 1 учреждение здравоохранения и 1 учреждение образования.